# Большая Лиахви
Больша́я Лиа́хви (осет. Стыр Леуахи; груз. დიდი ლიახვი, Диди-Лиахви, в верховье Эрманидон) — река в Южной Осетии и Грузии, левый приток Куры. Длина — 98 км, площадь бассейна — 2440 км². Средний уклон реки 17,9 м/км.
Истоки в ледниках южного склона Большого Кавказа: река берёт начало со склонов горы Лазг-Цити (3877 м). Течение реки порожистое, быстрое. По ущелью Большой Лиахви проходит стратегическая Транскавказская автомагистраль, связывающая Южную и Северную Осетию через Рокский тоннель.
Крупнейший приток — Малая Лиахви, впадает слева. Второй по длине приток — Паца, впадает справа, у села Гуфта. В бассейн реки входит горное озеро Цилгидзуар.
Севернее села Кехви расположена ГЭС мощностью в 200 КВт. В 2007 году мощность достигала 1 МВт.

## Этимология

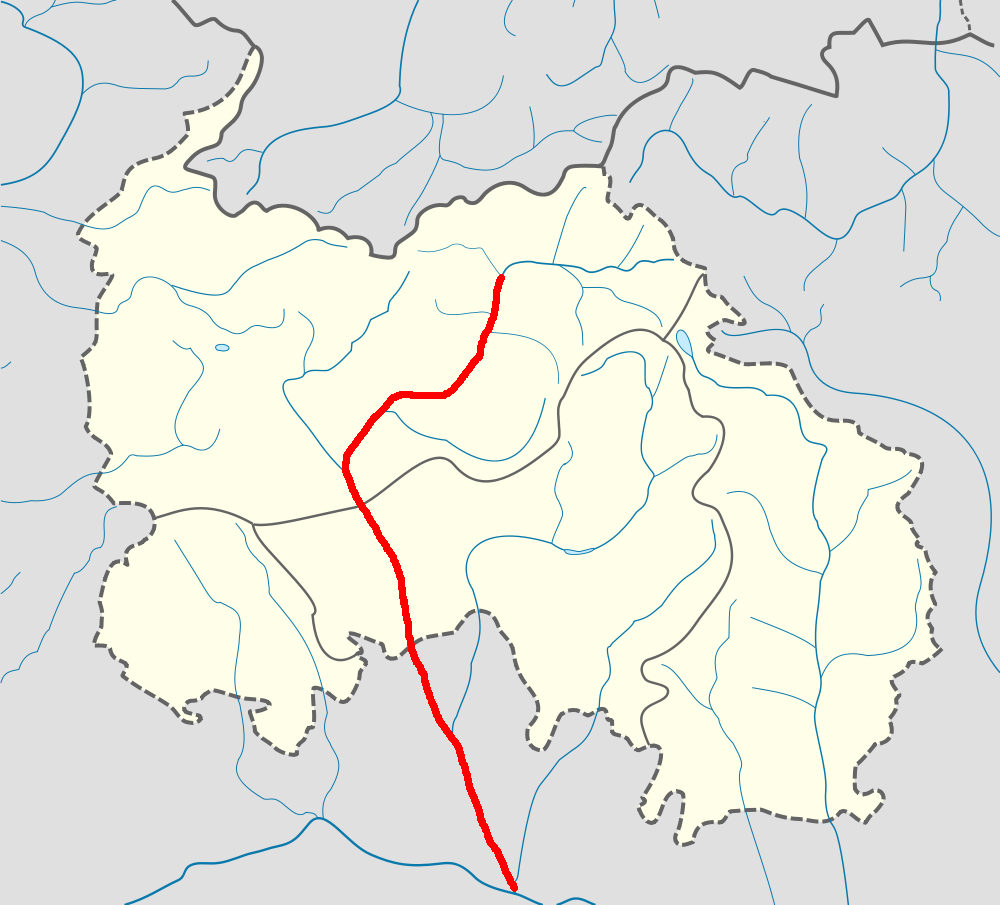
Большая Лиахви на карте Южной Осетии

Убедительной этимологии названия «Лиахви» нет. Считая «ли» картвельским префиксом сванского происхождения, служащим для обозначения места, в основе гидронима видят грузинское «хев» — «вода, река».

## Населённые пункты
На реке расположен посёлок городского типа Дзау, город Цхинвал, село Гуфта и Итрапис, при впадении в Куру — город Гори.
По порядку от истока к устью:
- на территории Южной Осетии: село Средний Рук, Багиата, Цала, Царита, Уанел, Кошкайикау, Роката, Елбачита, Борджнис, Стырфаз, Уаллаг Хуце, Бынаг Хуце, поселок городского типа районный центр Дзау, Ниниа, Бузала, Мсхлеб, Барс, Стыр-Гуфта, Чысыл-Гуфта, Итрапис, Кемерти, Дзарцеми, Кехви, Курта, Нижний Ачабети, Верхний Ачабети, Хеити, Тамарашени, город Цхинвал, село Гудзабар;
- на территории Грузии: Эргнети, Нижний Никози, Мегврекиси, Пхвениси, Шиндиси, Дзевера, Вариани, Тедоцминда, город Гори.